# فرانکلین (دهانه)
فرانکلین یک دهانه برخوردی در ماه‌ است.

## دهانه‌های اقماری
این دهانه ۶ دهانه اقماری دارد.
| Franklin | عرض جغرافیایی | طول جغرافیایی | قطر          |
| -------- | ------------- | ------------- | ------------ |
| C        | ۳۵.۷° N       | ۴۴.۳° E       | ۱۵.۰ کیلومتر |
| G        | ۴۰.۱° N       | ۴۸.۱° E       | ۷.۰ کیلومتر  |
| F        | ۳۷.۵° N       | ۴۷.۷° E       | ۳۸.۰ کیلومتر |
| H        | ۳۷.۱° N       | ۴۳.۷° E       | ۶.۰ کیلومتر  |
| K        | ۳۹.۱° N       | ۵۱.۴° E       | ۲۰.۰ کیلومتر |
| W        | ۳۷.۸° N       | ۴۳.۷° E       | ۶.۰ کیلومتر  |